# Ämari
Ämari je vesnice v Estonsku v kraji Harjumaa v obci Lääne-Harju. Leží 3 km západně od městečka Vasalemma, 35 km jihozápadně od Tallinnu, 10 km jižně od břehů finského zálivu. Zhruba kilometr od vsi samotné se nachází Vojenské letiště Ämari. Vesnice má 556 obyvatel.